# بارينغتون واتسون
بارينغتون واتسون (بالإنجليزية: Barrington Watson)‏ هو كاتب ومؤلف ورسام جامايكي، ولد في 9 يناير 1931 في لوسيا، جامايكا في جامايكا، وتوفي في 26 يناير 2016 في كينغستون في جامايكا.